# Zenon Małłysko
Zenon Małłysko (ur. 16 lutego 1898 w Opolu k. Puław, zm. 20 kwietnia 1957 w Edynburgu) – żołnierz, pięcioboista, olimpijczyk z Amsterdamu 1928.

## Życiorys
Żołnierz Legionów Polskich. Uczestnik wojny polsko-bolszewickiej, odznaczony Krzyżem Walecznych. Wszechstronny sportowiec. Był mistrzem Polski w pięcioboju nowoczesnym (1929) i wicemistrzem (1927).
Na igrzyskach olimpijskich w 1928 zajął 12. miejsce (najlepsze ze startujących Polaków).
Na kapitana awansował ze starszeństwem z 1 stycznia 1931 roku i 77. lokatą w korpusie oficerów artylerii. Pełnił wówczas służbę w Centrum Wyszkolenia Artylerii w Toruniu.
Na rozegranych w dniach 24-26 lutego 1933 roku we Lwowie zawodach szermierczych o mistrzostwo wojska zwyciężył w szpadzie wśród oficerów, w grupie olimpijskiej i został mistrzem wojska na 1933 rok.
W czasie wojny obronnej 1939 walczył w szeregach 6 pułku artylerii lekkiej. Po jej zakończeniu przez Węgry, Włochy i Francję przedostał się do Wielkiej Brytanii, przewożąc razem z Franciszkiem Kublinem ocalony sztandar pułku. Po II wojnie światowej pozostał na emigracji. Został pochowany na cmentarzu w Liberton, przedmieściu Edynburga.